# Okręg wyborczy South Northamptonshire
Okręg wyborczy South Northamptonshire powstał w 1832 r. i wysyłał do brytyjskiej Izby Gmin dwóch deputowanych. Okręg obejmował południową część hrabstwa Northamptonshire. W 1885 r. liczbę mandatów przypadających na okręg zmniejszono do jednego. Okręg został zlikwidowany w 1918 r., ale przywrócono go ponownie w 1950 r. Ostatecznie zlikwidowano go w 1974 r. Został ponownie utworzony w 2010 r..

## Deputowani do brytyjskiej Izby Gmin z okręgu South Northamptonshire

### Deputowani w latach 1832–1885
- 1832–1835: John Spencer, wicehrabia Althorp, wigowie
- 1832–1846: William Cartwright
- 1835–1852: Charles Knightley
- 1846–1857: Richard Vyse
- 1852–1885: Rainald Knightley
- 1857–1858: John Spencer, wicehrabia Althorp, wigowie
- 1858–1868: Henry Cartwright
- 1868–1881: Fairfax Cartwright
- 1881–1885: Pickering Phipps

### Deputowani w latach 1885–1918
- 1885–1892: Rainald Knightley
- 1892–1895: David Guthrie
- 1895–1900: Edward Douglas-Pennant, Partia Konserwatywna
- 1900–1906: Edward FitzRoy, Partia Konserwatywna
- 1906–1910: Thomas Grove
- 1910–1918: Edward FitzRoy, Partia Konserwatywna

### Deputowani w latach 1950–1974
- 1950–1962: Reginald Manningham-Buller, Partia Konserwatywna
- 1962–1974: Arthur Jones, Partia Konserwatywna

### Deputowani od 2010
- 2010–2024: Andrea Leadsom, Partia Konserwatywna
- od 2010: Sarah Bool, Partia Konserwatywna